# Paolo Mantegazza
Paolo Mantegazza (Monza, 1831. október 31. – San Terenzo, 1910. augusztus 28.) olasz fiziológus, antropológus és író.

## Életútja
Anyja, Laura Solera-Mantegazza, költői lelkületű, művelt nő volt, aki mindent elkövetett, hogy fiának kitűnő nevelést adjon. Pisában, Milánóban és Paviában orvostudományt tanult és már 19 éves korában a lombardiai Akadémiához benyújtott értekezésével nagy feltűnést keltett a tudós világban. Paviában szerzett orvosi oklevelet. Családi bajai miatt utazni indult, s hosszasabb tanulmányutakrat tett Európa nagyobb államaiban, valamint Indiában és Amerikában. Párizsban időzése alatt írta Fisiologia del Piacere (10. kiad., Milano, 1891) c. művét, mely egyszerre előkelő helyet biztosított neki a tudományos világban. Argentínában és Paraguayban praktizált, majd miután Argentínában megnősült, visszatért Olaszországba és Milánóban telepedett meg 1858-ban mint orvos, de már 1860-ban a patológia tanárának hívták meg a paviai egyetemre, 1870-ban az embertan (antropológia) tanára lett Firenzében, ahol az első antropológiai és etnológiai olasz folyóiratot alapította. A politikai életben is tevékeny részt vett; 1865-1876 között tagja volt a képviselőháznak, 1876-ban szenátornak választották. Viviszekciós kísérletei miatt heves támadásokban részesítették. Igen sok útleírást és népszerű természettudományi és társadalmi munkát adott ki. Mantegazza nemcsak mint tudós fiziológus kiváló, hanem mint költő is előkelő helyet foglal el hazájában.

## Önálló művei

### Fiziológiai témájú írások
- Fisiologia dell'amore (magyarul is: A szerelem élettana, ford. P. Zempléni Gy., Berlin, 1891)
- Fisiologia del dolore (Milano, 1880)
- Fisiologia dell'odio (uo. 1882)
- Fisiologia dell'uomo ammalato (uo. 1862)
- Gli amori degli uomini (uo. 1886)
- Igiene dell'amore (uo. 1877)
- Elementi d'igiene (uo. 1878)
- Fisonomia e mimica (uo. 1883)
- Le estasi umane (uo. 1887)
- Fisiologia della donna (uo. 1894)
- L'arte di maritarsi (magyarul is: A házasság művészete, Székesfehérvár, 1891)
- L'arte di trovar marito (magyarul is: A férjhezmenés művészete, ford. Nyitray J. és Lyka K., Budapest, 1894)
- L'arte di esser felici (Firenze, 1886)

### Költői műve
- Le leggende dei flori (magyarul is: Virágregék, ford. Warga Janka, Pécs, 1892)

### Regényei
- Un giorno a Madera (15. kiadás Firenze, 1895)
- Upilio Falmali, domatore di belve (Milano, 1886)
- Dio Ignoto (uo. 1880)
- Testa (ifj. irat. uo. 1895)
- Le glorie e le gioje del lavoro (magyarul is: A munka öröme és dicsősége, Kerékgyártó E. átdolgozásában. Budapest, 1890)

### Útleírásai
- Rio della Plata e Teneriffe (Milano, 1877)
- India (uo. 1880)
- Studi sull'etnologia dell'India (uo. 1886)
- Viaggio in Lapponia (uo. 1884)
- Studi antropologici sui Lapponi (Firenze, 1880)
- Ricordi di Spagna e dell'America spagnuola (Milano, 1894)

### Egyéb művei
- Il secolo tartufo (uo. 1876)
- Il secolo nevrosico (uo. 1879)
- Epicuro, saggio di una fisiologia del bello (uo. 1894)
- Dizionario delle cose belle (uo. 1892)